# Borowiec (powiat piotrkowski)
Borowiec – wieś w Polsce, położona w województwie łódzkim, w powiecie piotrkowskim, w gminie Aleksandrów.
| SIMC    | Nazwa   | Rodzaj    |
| ------- | ------- | --------- |
| 0534397 | Budynek | część wsi |
| 0534405 | Górka   | część wsi |
| 0534411 | Poręba  | część wsi |
| 1040020 | Zacisze | część wsi |

W latach 1975–1998 miejscowość należała administracyjnie do województwa piotrkowskiego.
Wieś była miejscem zdjęć do filmu Requiem w reżyserii Witolda Leszczyńskiego.
Wierni Kościoła rzymskokatolickiego należą do parafii św. Apostołów Piotra i Pawła w Dąbrowie nad Czarną.